# Oleg Chen
Oleg Chen, né le 22 novembre 1988 est un haltérophile russe.

## Palmarès

### Championnats du monde
- 2013 à Wrocław
  -  Médaille d'argent en moins de 69 kg.
- 2011 à Paris
  -  Médaille d'argent en moins de 69 kg.

### Championnats d'Europe
- 2014 à Tel Aviv
  -  Médaille d'or en moins de 69 kg.
- 2013 à Tirana
  -  Médaille d'or en moins de 69 kg.